# Hämeenlinna
Hämeenlinna (på svensk: Tavastehus) er en by i det sydlige Finland med 68.288(2024) indbyggere. Byen ligger ved bredden af søen Vanajavesi i Egentliga Tavastland. Administrativt hører kommunen under Sydfinlands regionsforvaltning.
Hämeenlinna blev grundlagt i 1639. Den berømte komponist Jean Sibelius er født og opvokset i byen.